# Traité Li-Lobanov
Le traité Li–Lobanov ou traité secret sino–russe (chinois : 中俄密约 russe : Союзный договор между Российской империей и Китаем) est un traité secret signé le 3 juin 1896 à Moscou par le ministre des affaires étrangères Alexis Lobanov-Rostovski au nom de l'Empire russe et le vice-roi Li Hongzhang au nom de la Chine des Qing. Les dispositions de l'accord ne sont rendues publiques qu'en 1922.

## Contexte
À la suite du traité de Shimonoseki qui met fin à la première guerre sino-japonaise et à la Triple intervention, la Chine est contrainte de payer une importante indemnité à l'empire du Japon. Afin de réunir les fonds pour ce paiement, la Chine approche la France et la Russie pour en obtenir des prêts. Profitant de cette situation, le ministre russe des Finances Serge Witte crée la Banque russo-asiatique, contrôlée par le gouvernement russe et s'engage à faciliter les prêts.

## Dispositions
Lorsqu'il rencontre Li Hongzhang à Moscou durant les cérémonies de couronnement du tsar Nicolas II de Russie, Witte s'engage à maintenir l'intégrité territoriale chinoise et suggère une alliance militaire secrète contre une éventuelle agression future par l'empire du Japon. En échange, la Russie sera autorisée à accroître sa présence en Mandchourie et à construire un chemin de fer (le chemin de fer de l’Est chinois) à travers la Mandchourie pour connecter la tête de ligne du Transsibérien avec la côte du Pacifique, éliminant ainsi la nécessité d'une section de 1 930 km de voie le long du fleuve Amour. En plus de la concession du chemin de fer, le personnel et la police russes reçoivent la compétence extraterritoriale, le contrôle administratif sur de grandes portions du Dongbei et l'autorisation de stationner des troupes pour protéger le chemin de fer. Par ailleurs, la Chine n'est pas autorisée à interférer avec les mouvements de troupes ou de munitions russes et doit également accorder à la Russie une diminution des taux tarifaires.
Pour éviter les problèmes diplomatiques avec les autres grandes puissances, Li insiste pour que la concession soit accordée à la Banque russo-chinoise plutôt que directement au gouvernement russe, faisant du chemin de fer nominalement un projet commun alors qu'il est en réalité entièrement financé et contrôlé par la Russie.

## Conséquences
Les termes du traité équivalent à l'annexion de la Mandchourie par la Russie sans en porter le nom. Plutôt que de protéger la Chine des ambitions territoriales japonaises, le traité ouvre la porte à plus d'expansionnisme russe sous la forme de l'accord pour la location de la péninsule de Liaodong (de) de 1898 par lequel la Chine est obligée de louer la pointe sud de la péninsule du Liaodong à la Russie et de permettre la construction d'une ligne de chemin de fer (la Société des chemins de fer de Mandchourie du Sud) qui la relie au Chemin de fer de l’Est chinois. Ces événements augmentent le sentiment anti-étranger en Chine qui aboutit à la révolte des Boxers de 1900.

## Source de la traduction
- (en) Cet article est partiellement ou en totalité issu de l’article de Wikipédia en anglais intitulé « Li–Lobanov Treaty » (voir la liste des auteurs).